# Temporada 1977-1978 del Club Joventut Badalona
La temporada 1977-1978 va ser la 39a temporada en actiu del Club Joventut Badalona des que va començar a competir de manera oficial. La Penya va disputar la seva 22a temporada consecutiva a la màxima categoria del bàsquet espanyol, proclamant-se campió onze temporades després del darrer campionat de lliga. Aquesta temporada també va ser semifinalista de la Copa Korac i de la Copa del Rei.

## Resultats
Copa Korac
A la Copa Korac l'equip va quedar eliminat a semifinals en perdre davant el KK Partizan de Iugoslàvia. Abans de quedar eliminat, havia eliminat l'Orthez (França) a la ronda prèvia, i va superar la lligueta de quarts com a primer classificat del seu grup.
Lliga espanyola
Aquesta temporada es proclama campió de la lliga espanyola. En 22 partits disputats va obtenir un bagatge de 20 victòries i 2 derrotes, amb 2.135 punts a favor i 1.823 en contra (+312).
Copa del Rei
El Joventut va tornar a ser semifinalista d'aquesta edició de la Copa del Rei, tornant a ser eliminat pel mateix equip que la temporada anterior: el Reial Madrid CF. Prèviament, va superar la fase prèvia liderant el grup III, per davant del CE Manresa, el CB Areslux Granollers i el CB Hospitalet. A quarts de final va eliminar el CB Askatuak (San Sebastià).

## Plantilla
La plantilla del Joventut aquesta temporada va ser la següent:
| Club Joventut Badalona: plantilla 1977-78 |
| Jugadors                                  |
| Lluís Miguel Santillana                   |
| Josep Maria Margall                       |
| Joan Filbà                                |
| Juan Ramon Fernández                      |
| Manel Bosch                               |
| Lauro Mulà                                |
| Jordi Ribas                               |
| Josep Maria Ferrer                        |
| Javier Abadia                             |
| Zoran Slavnić                             |
| Ed Johnson                                |
| Entrenador                                |
| Antoni Serra                              |